# کارلوس کوادرات
کارلوس کوادرات (انگلیسی: Carles Cuadrat؛ زادهٔ ۲۸ اکتبر ۱۹۶۸) بازیکن فوتبال اهل اسپانیا است.
از باشگاه‌هایی که در آن بازی کرده‌است می‌توان به باشگاه فوتبال سابادل و باشگاه فوتبال بارسلونا سی اشاره کرد.
وی همچنین در تیم ملی فوتبال زیر ۱۸ سال اسپانیا بازی کرده‌است.